# Jorge Nicasio Torres
Jorge Nicasio Torres (Rosario, Provincia de Santa Fe, Argentina; 25 de noviembre de 1982) es un futbolista argentino. Juega como mediocampista por izquierda y su primer equipo fue Newell's Old Boys. Su último club antes de retirarse fue El Porvenir del Norte de la Liga Cañadense de Fútbol.

## Trayectoria
Debutó en la entidad rosarina en el año 2003, permaneciendo allí hasta el 2004, cuando es transferido al Mérida FC, club en cual militó hasta 2005. Retornó al país para vestir la camiseta de Godoy Cruz de Mendoza, integrando el plantel que obtuvo el ascenso a Primera División. Luego jugó en Aldosivi de Mar del Plata y en Almagro. A mediados de 2007 arregla su incorporación a Unión de Santa Fe. Luego de tres temporadas en el equipo santafesino, a mediados de 2010 regresa al club mexicano Mérida FC.

## Clubes
| Club                       | País      | Año       |
| -------------------------- | --------- | --------- |
| Newell's Old Boys          | Argentina | 2003-2004 |
| Mérida FC                  | México    | 2004-2005 |
| Godoy Cruz de Mendoza      | Argentina | 2005-2006 |
| Aldosivi de Mar del Plata  | Argentina | 2006      |
| Almagro                    | Argentina | 2007      |
| Unión de Santa Fe          | Argentina | 2007-2010 |
| Mérida FC                  | México    | 2010      |
| Chacarita Juniors          | Argentina | 2011      |
| Patronato de Paraná        | Argentina | 2011-2012 |
| Tristán Suárez             | Argentina | 2012-2015 |
| Sportivo Las Parejas       | Argentina | 2016      |
| Central Córdoba de Rosario | Argentina | 2016      |
| El Porvenir del Norte      | Argentina | 2017-2018 |

### Estadísticas
- Actualizado al final de su carrera deportiva

| Club                           | Div.                | Temporada           | Liga | Liga | Copa Nacional | Copa Nacional | Copa Internacional | Copa Internacional | Total | Total |
| Club                           | Div.                | Temporada           | PJ   | G    | PJ            | G             | PJ                 | G                  | PJ    | G     |
| ------------------------------ | ------------------- | ------------------- | ---- | ---- | ------------- | ------------- | ------------------ | ------------------ | ----- | ----- |
| Newell's Argentina             |                     |                     |      |      |               |               |                    |                    |       |       |
| 1.ª                            | 2002/03             | 1                   | 1    | -    | -             | -             | -                  | 1                  | 1     |       |
| 1.ª                            | 2003/04             | 4                   | 0    | -    | -             | -             | -                  | 4                  | 0     |       |
| Total                          | Total               | 5                   | 1    | -    | -             | -             | -                  | 5                  | 1     |       |
| Mérida FC · México             |                     |                     |      |      |               |               |                    |                    |       |       |
| 2.ª                            | 2004/05             | 17                  | 2    | -    | -             | -             | -                  | 17                 | 2     |       |
| 2.ª                            | 2010                | 11                  | 1    | -    | -             | -             | -                  | 11                 | 1     |       |
| Total                          | Total               | 28                  | 3    | -    | -             | -             | -                  | 28                 | 3     |       |
| Godoy Cruz Argentina           |                     |                     |      |      |               |               |                    |                    |       |       |
| 2.ª                            | 2005/06             | 35                  | 1    | -    | -             | -             | -                  | 35                 | 1     |       |
| Total                          | Total               | 35                  | 1    | -    | -             | -             | -                  | 35                 | 1     |       |
| Aldosivi Argentina             |                     |                     |      |      |               |               |                    |                    |       |       |
| 2.ª                            | 2006/07             | 7                   | 0    | -    | -             | -             | -                  | 7                  | 0     |       |
| Total                          | Total               | 7                   | 0    | -    | -             | -             | -                  | 7                  | 0     |       |
| Almagro Argentina              |                     |                     |      |      |               |               |                    |                    |       |       |
| 2.ª                            | 2006/07             | 17                  | 2    | -    | -             | -             | -                  | 17                 | 2     |       |
| Total                          | Total               | 17                  | 2    | -    | -             | -             | -                  | 17                 | 2     |       |
| Unión Argentina                |                     |                     |      |      |               |               |                    |                    |       |       |
| 2.ª                            | 2007/08             | 34                  | 3    | -    | -             | -             | -                  | 34                 | 3     |       |
| 2.ª                            | 2008/09             | 29                  | 3    | -    | -             | -             | -                  | 29                 | 3     |       |
| 2.ª                            | 2009/10             | 21                  | 1    | -    | -             | -             | -                  | 21                 | 1     |       |
| Total                          | Total               | 84                  | 7    | -    | -             | -             | -                  | 84                 | 7     |       |
| Chacarita Argentina            |                     |                     |      |      |               |               |                    |                    |       |       |
| 2.ª                            | 2010/11             | 14                  | 1    | -    | -             | -             | -                  | 14                 | 1     |       |
| Total                          | Total               | 14                  | 1    | -    | -             | -             | -                  | 14                 | 1     |       |
| Patronato Argentina            |                     |                     |      |      |               |               |                    |                    |       |       |
| 2.ª                            | 2011/12             | 24                  | 0    | 2    | 0             | -             | -                  | 26                 | 0     |       |
| Total                          | Total               | 24                  | 0    | 2    | 0             | -             | -                  | 26                 | 0     |       |
| Tristán Suárez Argentina       |                     |                     |      |      |               |               |                    |                    |       |       |
| 3.ª                            | 2012/13             | 23                  | 2    | 1    | 0             | -             | -                  | 24                 | 2     |       |
| 3.ª                            | 2013/14             | 31                  | 1    | -    | -             | -             | -                  | 31                 | 1     |       |
| 3.ª                            | 2014                | 4                   | 0    | -    | -             | -             | -                  | 4                  | 0     |       |
| 3.ª                            | 2015                | 3                   | 0    | -    | -             | -             | -                  | 3                  | 0     |       |
| Total                          | Total               | 61                  | 3    | 1    | 0             | -             | -                  | 62                 | 3     |       |
| Sportivo Las Parejas Argentina |                     |                     |      |      |               |               |                    |                    |       |       |
| 3.ª                            | 2016                | 11                  | 0    | -    | -             | -             | -                  | 11                 | 0     |       |
| Total                          | Total               | 11                  | 0    | -    | -             | -             | -                  | 11                 | 0     |       |
| Central Córdoba (R) Argentina  |                     |                     |      |      |               |               |                    |                    |       |       |
| 4.ª                            | 2016/17             | 9                   | 1    | -    | -             | -             | -                  | 9                  | 1     |       |
| Total                          | Total               | 9                   | 1    | -    | -             | -             | -                  | 9                  | 1     |       |
| Total en su carrera            | Total en su carrera | Total en su carrera | 295  | 19   | 3             | 0             | -                  | -                  | 298   | 19    |

## Palmarés
| Título             | Club                  | País      | Año  |
| ------------------ | --------------------- | --------- | ---- |
| Primera B Nacional | Godoy Cruz de Mendoza | Argentina | 2006 |